# Всесоюзне ударне комсомольське будівництво

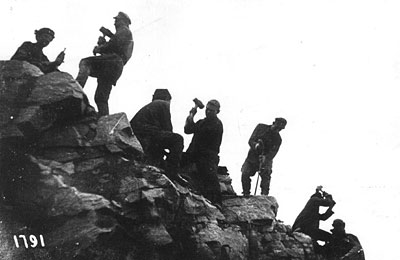
Ув'язнені на будівництві Біломорканалу.

Всесоюзне ударне комсомольське будівництво (рос. Всесоюзная ударная комсомольская стройка) — радянський термін, що застосовувався до деяких, особливо великих будівельних процесів на території СРСР.
За визначенням Радянського енциклопедичного словника, ударне будівництво — «найважливіший народногосподарський об'єкт, будівництво якого передбачено рішеннями з'їзду КПРС, ЦК КПРС і Ради Міністрів СРСР, Державним планом розвитку народного господарства СРСР і над спорудженням якого здійснює шефство (керівництво) Ленінський комсомол».

## Класифікація та історія
1. Будівництво комунізму — об'єкт загальносоюзного значення, що зводився під керівництвом радянського партійного керівництва кількох регіонів і декількох відомств.
2. Ударне комсомольське будівництво — об'єкт локального (місцевого) значення, що зводився під керівництвом організації ВЛКСМ.

Ударне комсомольське будівництво передбачало створення спеціального штабу будівництва — комсомольського органу, де процесом керували керівники територіальної організації КПРС.
Найбільш значимі народногосподарські об'єкти (будівництва) отримували статус Всесоюзних ударних комсомольських будівництв. В основному такі об'єкти знаходилися в важкодоступних і малообжитих регіонах Росії (РСФСР) та окупованих нею країн. На таких будівництвах зводилися глобальні проєкти радянського уряду: магістралі (газові та нафтові), канали, станції та водосховища. Внаслідок використання великої кількості робочої сили, в тому числі тої, що складаласяз в'язнів тюрем та лагерів ГУЛАГу на ударних будовах зазвичай вдавалося домагатися більш високих показників, ніж в цілому по галузі.
Початок ударним будівництвам був покладений через кілька років після завершення громадянської війни та утворення СРСР — в 1929 році з прийняття Раднаркомом СРСР секретної постанови «про використання праці кримінально-ув'язнених», слідом за якою 1 жовтня 1930 року було затверджено й офіційну назву: «Головне управління виправно-трудових таборів ОГПУ (ГУЛАГ)». У тому ж 1929 році ЦК ВЛКСМ рекомендував місцевим організаціям провести мобілізацію молоді для роботи в окремих галузях промисловості та громадського сектору сільського господарства. Однак за підсумком Всесоюзні будівництва комплектувалися в першу чергу коштом ув'язнених таборів і в'язниць й лише в малому ступені внаслідок проведених ЦК ВЛКСМ громадських закликів молоді, і тимчасових добровільних комсомольсько-молодіжних будівельних загонів. Проте, офіційно ув'язнені на будівництвах також мали статус «комсомольців», тобто мали квиток ВЛКСМ.

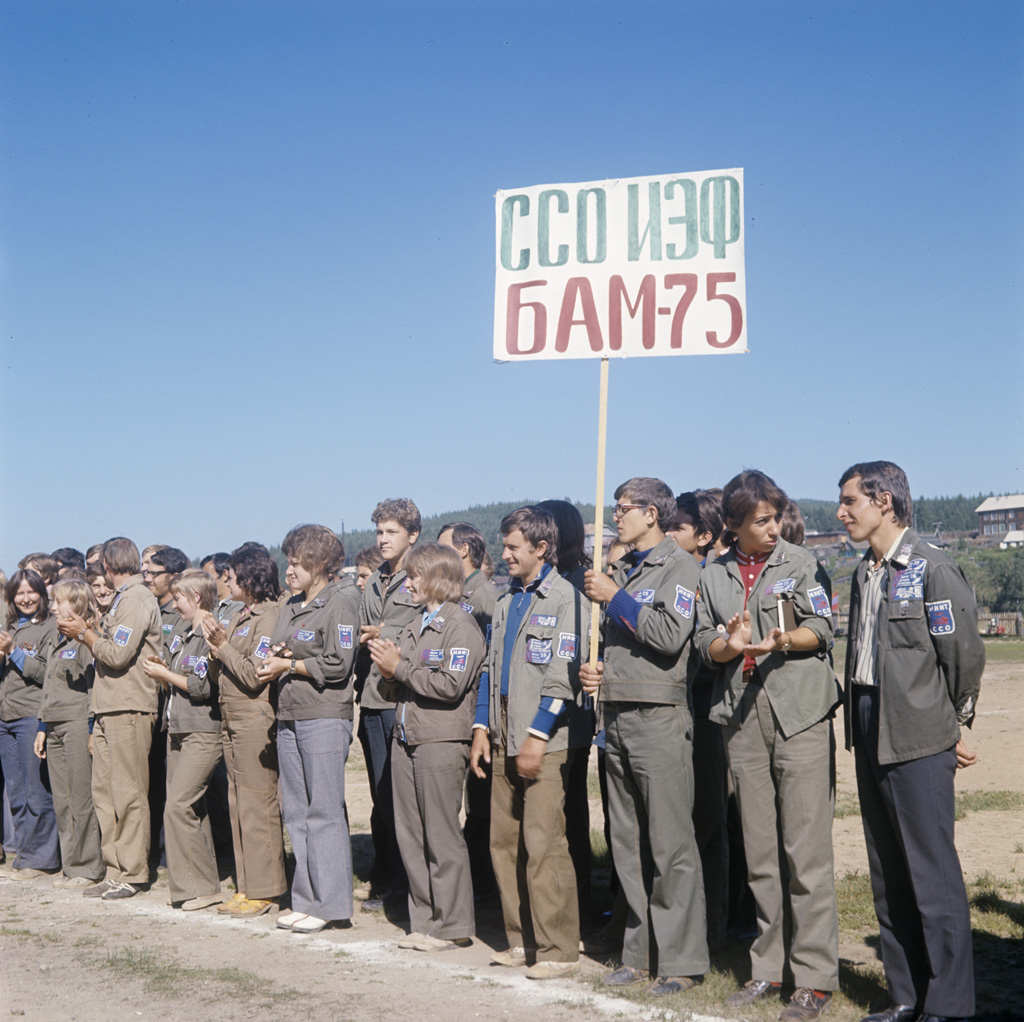
Будівництво Байкало-Амурської магістралі. Один із студентських будівельних загонів.

Всього для будівництва першого великого об'єкта Всесоюзного будівництва Біломорсько-Балтійського каналу загальною протяжністю 227 км було залучено понад 107 900 осіб. Будівництво каналу було завершено до літа 1933 року. Але офіційно, найпершим проєктом Всесоюзного будівництва є будівництво доменної печі № 2, що отримала назву «Комсомольська» на Магнітогорському металургійному комбінаті в 1930-1932 роках. Останнім Всесоюзним ударним комсомольським будівництвом стало будівництво киснево-конверторного цеху і стану «2000» гарячої прокатки на тому ж Магнітогорському металургійному комбінаті в 1986-1990 роках.
В результаті Всесоюзних будівництв, за період 1926-1961 років, без урахування міст, що до 1940 року знаходилися на території західних України та Білорусі, а також Молдови, Литви, Латвії, Естонії та інших міст, на територіях окупованих СРСР країн в 1944-1946 роках, було утворено 696 міст, а число селищ міського типу збільшилася за цей період на 1804 одиниці. У повоєнні 1940-1950 роки Всесоюзні будівництва стали особливо затребуваними, через необхідність швидкого відновлення інфраструктури після Другої Світової війни — в цей період були побудовані Волго-Донський канал, Волзька ім. Леніна, Куйбишевська та Каховська гідроелектростанції. Але після смерті Сталіна і з початком «Хрущовської відлиги» використання ув'язнених для Всесоюзних будівництв знизилося, однак, і масштаб самих будівництв був помітно знижений. У наступні в 1966-1970 роки були побудовані близько 1500 об'єктів по всій території СРСР, у тому числі Братська ГЕС, Білоярська АЕС, залізниця Абакан-Тайшет, а також нафтопровід «Дружба».
Під кінець існування СРСР, під час «перебудови», в 1982-1986 Всесоюзні будівництва продовжилися, проте, в значно менших масштабах і на 1987 рік на весь Союз налічувалося лише близько 63 ударних будівництва. У 1980-х роках статус регіональних ударних комсомольських будівництв мали молодіжні Житлові комплекси (МЖК), що зводилися бійцями будзагонів КМСО. Після аварії на ЧАЕС у квітні 1986 року і завершення процесу позбавлення наслідків аварії всі великі радянські будівництва були повністю або частково згорнуті.